# Blandinsville
Blandinsville é uma vila localizada no estado americano de Illinois, no Condado de McDonough.

## Demografia
Segundo o censo americano de 2000, a sua população era de 777 habitantes. 
Em 2006, foi estimada uma população de 713, um decréscimo de 64 (-8.2%).

## Geografia
De acordo com o United States Census Bureau tem uma área de 
2,3 km², dos quais 2,3 km² cobertos por terra e 0,0 km² cobertos por água. Blandinsville localiza-se a aproximadamente 222 m acima do nível do mar.

## Localidades na vizinhança
O diagrama seguinte representa as localidades num raio de 20 km ao redor de Blandinsville. 